# Motorola
Pour Motorola après la restructuration de 2011, voir Motorola Solutions et Motorola Mobility.
Motorola Inc. était une entreprise américaine, fondée en 1928 par Paul Galvin et scindée en deux en 2011. Spécialisée dans l'électronique et les télécommunications, l'entreprise est basée à Schaumburg dans la banlieue de Chicago. Après avoir accusé entre 2007 et 2009 des pertes de plus de 4,3 milliards d'euros, elle a été scindée en deux entités, Motorola Solutions et Motorola Mobility, le 4 janvier 2011. Motorola Mobility est racheté par Google le 15 août 2011 pour 12,5 milliards de dollars, qui le revend en janvier 2014 à Lenovo pour 2,91 milliards de dollars tout en conservant un portefeuille de brevets.

## Historique

### Origines
La société est fondée en 1928 à Chicago, dans l'État de l'Illinois aux États-Unis, par Paul Galvin sous le nom de Galvin Manufacturing Corporation. Elle adopte le nom de Motorola en 1930. En 1941, elle commercialise le talkie-walkie militaire SCR-300.

### Après la seconde guerre mondiale

#### Années 1950
En 1950, elle met sur le marché un poste de télévision grand public qui lui permet de devenir peu à peu une très grande entreprise.

#### Années 1960
En 1967, Motorola signe avec la mairie de Toulouse pour y implanter sa première usine spécialisée dans les semi-conducteurs hors des Etats-Unis, en la confiant à l'universitaire Etienne-Jean Cassignol. Elle ouvre en 1968 un peu avant celle de la CII, qui se fournit cependant principalement chez Texas Instruments. La DATAR réussit ainsi dans, le cadre du Plan Calcul à installer deux usines d'électronique à Toulouse, en étroit lien avec la communauté enseignante.
Les cadres sont envoyés en stage de six mois à l'usine de Phoenix, en Arizona, avant de pouvoir former les premières ouvrières au montage des puces à Toulouse.
L'année 1969 voit trois nouvelles innovations majeures, la technologie de captage photo CCD des Bell Laboratories, le circuit intégré Schottky TTL de Texas Instruments, et la  mémoire MOS de 1 kilobit d'Intel. Mais ce n'est qu'en 1970 ou 1971, selon les sources, que le concurrent Texas Instruments introduira sur le marché la série 74S,.  En 1970, le grand rival TI a 13% du marché mondial des semi conducteurs.
La fin de la décennie a vu aussi l'adaptation de technologies créées pour des besoins spatiaux ou nucléaire, l'américain RCA contribuant à "la naissance en 1968 des circuits CMOS (complémentaire-métal-oxyde - semi - conducteur), qui consomment beaucoup moins de courant" tandis que Motorola adapte aux besoins du constructeur informatique britannique ICL des circuits ECL (émetteur-collecteur-logique) conçus pour le comptage nucléaire, puis les fait évoluer vers des circuits plus rapides et compacts, les ECL 10 000, lancés sur le marché en 1970.
La bulle spéculative de 1965-1968 dans l'informatique se termine par une sévère correction boursière, dont l'une des causes est la surproduction dans l'électronique de l'hiver 1970-1971. Motorola cesse de recruter dans son usine de Toulouse, malgré un  chiffre d'affaires 1969 en semi-conducteurs de 300 millions de dollars égalant presque celui du leader mondial Texas Instruments, 350 millions de dollars environ, loin devant IBM, 250 millions de dollars de composants pour son propre usage et Fairchild, 180 millions de dollars.

#### Années 1970
En novembre 1972, la presse relate que « trois grandes firmes » se « partagent environ la moitié du marché américain » des composants à semi-conducteurs. Motorola, qui investit chaque année dans la recherche et le développement 10 % de ses ventes, vient alors de dépasser Texas Instruments, qui « resta au premier rang pendant longtemps », les deux firmes ayant environ 20 % du marché, devant la troisième, Fairchild Semiconductor, qui en conserve 12%. Rien qu'en 1971, General Electric, Sylvania et Philco-Ford ont abandonné le marché des composants à semi-conducteurs. Le marché européen souffre lui d'une « balkanisation », rendant impossible de fabriquer une famille spéciale de circuits pour un client seul car la quantité demandée est alors « trop faible », ce qui nuit au dynamisme. Le néerlandais Philips en a 22 %, devant Texas Instruments (18%). Et Motorola (8%) est seulement 3ème, loin derrière, juste devant Siemens (7%) et les Anglais Plessey et Ferranti (4% à eux deux), tandis que la Sescosem française n'a que 10 à 12 % de son marché domestique avec 10 millions de francs en 1971, malgré une aide substantielle de l'Etat (25 millions de francs), reflet de cette « balkanisation », face à laquelle Philips « devra peut-être renforcer ses accords avec Fairchild Semiconductor, ou s'entendre avec Siemens », observe Le Monde. Utilisés par l'Armée de l'air américaine à partir de 1961, aidés par « d'importants crédits militaires de recherche et de développement », les circuits intégrés ont vu leur prix chuter de 95% à 98%, dans les « trois ou quatre ans » qui ont suivi, « dès que leur utilisation civile commença à se généraliser ». Le prix des circuits MOS (Métal Oxide Semiconductor), « introduits sur le marché » en 1970 et 1971, « va encore diminuer » estime Motorola en 1972, avant de commercialiser l'année suivante un micro-processeur 8 bits, le Motorola 6800, qui avec le 8080 d'Intel , son contemporain, formera « les cœurs des PC Altair 8800 et Altaïr 6800 ». Les concepteurs du Motorola 6800 partent en 1975 fonder la société Mostek, et sortent un nouveau microprocesseur, utilisé dans le microordinateur Apple II et son programme « Visicalc », premier tableur, au tout début de la bureautique et d'une « course à la puissance entre Intel (IBM-PC et compatibles) et Motorola (Apple et stations de travail sous Unix) ».
Les premiers circuits intégrés Motorola pour cartes à puce à contact, via deux puces séparées, et les travaux de Marc Lassus, ancien de Motorola-Toulouse, arrivèrent sur le marché au milieu de l'année 1979, commercialisés par CII - Honeywell Bull.

#### Années 1990
En 1997, sa branche Motorola Semiconductor, spécialisée dans les semi-conducteurs, réalise environ 1/4 du chiffre d'affaires. En 1999, Motorola se sépare d'une partie de cette branche qui devient ON Semiconductor. En 2004, elle se sépare de l'autre partie de cette branche, qui devient Freescale Semiconductor.

#### Années 2000
En 2006, l'entreprise subit l'abandon par la société Apple de ses processeurs RISC PowerPC, au profit de l'architecture x86 de son concurrent d'alors Intel Corporation.

### Depuis 2008
L'entreprise termine bénéficiaire l'année 2007 mais, en 2008, elle accuse un recul important de part de marché sur la téléphonie mobile, qui lui cause des pertes financières.
La situation s'aggrave en 2009. Début 2010, l'entreprise annonce son intention de scinder ses activités en deux pôles autonomes, les équipements professionnels et les terminaux mobiles. En cours d'année, elle cède l'activité d'équipements de réseau à Nokia Siemens Networks, pour la somme de 1,2 milliard de dollars (environ 920 millions d'euros).
En 2011, elle se scinde en deux, Motorola Solutions et Motorola Mobility. La division s'est effectuée de sorte que Motorola Solutions soit le successeur légal de l'ancienne Motorola, et Motorola Mobility se présente sous forme de scission,. En août de la même année, Google acquiert cette dernière pour 12,5 milliards de dollars.
En janvier 2014, Google revend Motorola Mobility à Lenovo pour 2,91 milliards de dollars.

## Métiers
Motorola s'est illustrée en créant de nombreux objets devenus usuels, tels que l'autoradio ou le talkie-walkie. Elle a été parmi les premiers à construire des récepteurs de télévision en couleur. Elle est connue pour avoir fabriqué des appareils à usage domestique comme des décodeur TV et des magnétoscopes numériques.
Elle concevait et commercialisait des équipements d'infrastructure pour réseau sans fil tels que des stations de base et amplificateurs de signal pour des transmissions sans fil. Dans le domaine des produits à usage industriel et militaire, elle a conçu des radars et elle a participé au lancement de la constellation de satellites de télécommunication Iridium.
Elle a été compétiteur d'Intel dans le domaine des semi-conducteurs, en particulier avec des gammes de processeurs (680x0, 88000, PowerPC, DragonBall et ColdFire) et de microcontrôleurs (68HC11).
Motorola a été la première compagnie à concevoir et commercialiser des téléphones cellulaires, le premier usage d'un téléphone portable étant réalisé en 1973 par Martin Cooper, un employé de Motorola.

## Parrainage
Bien que n'ayant pas de lien particulier avec l'Indiana, Motorola est le sponsor officiel de la franchise NBA des Pacers de l'Indiana. À ce titre, leur fameux logo en forme de "M" apparait sur les maillots des joueurs, au niveau de l'épaule gauche. Le logo est également visible sur le parquet de la Bankers Life Fieldhouse Arena d'Indianapolis.Le sponsor est également présent depuis cette année sur le maillot du AC Monza sur le torse